# 1. deild Wysp Owczych (1985)
W roku 1985 odbyła się 43. edycja 1.deild (dziś, od 2012 roku zwanej Effodeildin), czyli pierwszej ligi piłki nożnej archipelagu Wysp Owczych. Poprzednio, pierwszy raz w swej historii na szczycie tabeli znalazł się klub B68 Toftir, który zdołał utrzymać pozycję lidera, przeganiając stołeczną drużynę HB Tórshavn o dwa punkty.
Obecnie rozgrywki pierwszej ligi Wysp Owczych skupiają się na 10 klubach, jednak kiedyś było inaczej. Jeszcze w 1985 uczestniczyło w nich jedynie osiem klubów, wskutek reformy z 1979, kiedy ich liczbę zwiększono o jeden. Od rozgrywek w 1976 jest możliwość degradacji do drugiej ligi jednej, ostatniej w tabeli drużyny. Tym razem odpadł ÍF Fuglafjørður, zaraz po swoim awansie do wyższego poziomu rozgrywek.
Zespoły podczas całych rozgrywek utrzymywały się na podobnych pozycjach, jak sezon wcześniej. KÍ Klaksvík znalazł się o dwie pozycje wyżej, a jedynym zespołem, który zdecydowanie zmienił miejsce, względem poprzedniego sezonu był TB Tvøroyri, który z drugiej spadł na siódmą, przedostatnią pozycję.
Za zwycięstwo w tych rozgrywkach przyznawano jeszcze dwa punkty, a nie trzy, jak to ma obecnie miejsce.

## Uczestnicy
| Uczestnicy 1. deild 1984                                                                                      | Uczestnicy 1. deild 1984 | Uczestnicy 1. deild 1984 | Uczestnicy 1. deild 1984 |
| --- | ------------------------ | ------------------------ | ------------------------ |
| B68 | B68 Toftir               | 1                        |                          |
| TB | TB Tvøroyri              | 2                        |                          |
| HB | HB Tórshavn              | 3                        |                          |
| LÍF | LÍF Leirvík              | 4                        |                          |
| KÍ | KÍ Klaksvík              | 5                        |                          |
| GÍ | GÍ Gøta                  | 6                        |                          |
| NSÍ | NSÍ Runavík              | 7                        |                          |
| Awans z 2. deild 1984                                                                                         |                          |                          |                          |
| ÍF | ÍF Fuglafjørður          | 1                        |                          |
| Oznaczenia: - kolumna pierwsza – skróty nazw drużyn, - kolumna trzecia – miejsce zajęte w poprzednim sezonie. |                          |                          |                          |

## Rozgrywki

### Tabela ligowa
| Lp. | Drużyna             | M  | Z | R | P  | Bramki | Bramki | Różn. | Pkt | Uwagi              |
| --- | ------------------- | -- | - | - | -- | ------ | ------ | ----- | --- | ------------------ |
| 1   | B68 Toftir (M)      | 14 | 8 | 5 | 1  | 21     | 7      | +14   | 21  |                    |
| 2   | HB Tórshavn         | 14 | 9 | 1 | 4  | 24     | 15     | +9    | 19  |                    |
| 3   | KÍ Klaksvík         | 14 | 9 | 1 | 4  | 20     | 14     | +6    | 19  |                    |
| 4   | LÍF Leirvík         | 14 | 5 | 4 | 5  | 21     | 18     | +3    | 14  |                    |
| 5   | GÍ Gøta             | 14 | 5 | 2 | 7  | 27     | 22     | +5    | 12  |                    |
| 6   | NSÍ Runavík         | 14 | 5 | 2 | 7  | 14     | 16     | −2    | 12  |                    |
| 7   | TB Tvøroyri         | 14 | 3 | 4 | 7  | 12     | 21     | −9    | 10  |                    |
| 8   | ÍF Fuglafjørður (S) | 14 | 2 | 1 | 11 | 9      | 35     | −26   | 5   | Spadek do 2. deild |

### Wyniki spotkań
| Gospodarz \ Gość | B68 | GÍ  | HB  | ÍF  | KÍ  | LÍF | NSÍ | TB  |
| B68 Toftir       |     | 1:1 | 2:0 | 1:0 | 3:0 | 0:0 | 0:0 | 0:0 |
| GÍ Gøta          | 0:4 |     | 4:1 | 9:0 | 1:4 | 1:2 | 1:3 | 4:0 |
| HB Tórshavn      | 1:2 | 2:1 |     | 2:0 | 1:0 | 0:1 | 5:0 | 2:1 |
| ÍF Fuglafjørður  | 0:4 | 1:2 | 1:4 |     | 0:1 | 3:1 | 0:1 | 2:0 |
| KÍ Klaksvík      | 0:0 | 2:1 | 1:2 | 3:0 |     | 1:0 | 1:0 | 2:1 |
| LÍF Leirvík      | 1:2 | 0:1 | 1:1 | 2:2 | 5:0 |     | 1:3 | 1:1 |
| NSÍ Runavík      | 0:1 | 0:0 | 1:2 | 4:0 | 0:2 | 1:2 |     | 0:1 |
| TB Tvøroyri      | 4:1 | 1:1 | 0:1 | 1:0 | 0:3 | 2:4 | 0:0 |     |

Aktualne na 18 sierpnia 2012. Źródło: FaroeSoccer.com
Objaśnienia:
1Drużyna gospodarzy jest wymieniona po lewej stronie tabeli.
Kolory: zielony – zwycięstwo gospodarzy, żółty – remis, różowy – zwycięstwo gości.

## Sędziowie
Następujący arbitrzy sędziowali poszczególne mecze 1.deild 1985:
| L.p. | Sędzia                 | Mecze |
| ---- | ---------------------- | ----- |
| 1.   | Baldvin Baldvinsson    | 4     |
| 2.   | Agnar Bech             | 2     |
| 3.   | Jóhan Carl Dam         | 1     |
| 4.   | Nemus N. Djurhuus      | 3     |
| 5.   | Kim Ejdesgaard         | 7     |
| 6.   | John Eysturoy          | 2     |
| 7.   | Símun Petur Hjelm      | 2     |
| 8.   | Jens S. Holm           | 3     |
| 9.   | Jógvan Jacobsen        | 1     |
| 10.  | Jógvan Jensen          | 2     |
| 11.  | Jákup Fr. Joensen      | 3     |
| 12.  | Kristmar E. Johannesen | 2     |
| 13.  | Niklas á Líðarenda     | 4     |
| 14.  | Magnus Mikkelsen       | 1     |
| 15.  | Øssur Mohr             | 4     |
| 16.  | Martin á Mýrini        | 4     |
| 17.  | Jógvan Martin Olsen    | 1     |
| 18.  | Preben Olsen           | 3     |
| 19.  | Símun J. Samuelsen     | 2     |
| 20.  | ?                      | 5     |